# Mi Hazánk Mozgalom
Il Mi Hazánk Mozgalom (lett. "Movimento Nostra Patria") è un partito politico ungherese di estrema destra fondato dal sindaco di Ásotthalom ed ex vicepresidente di Jobbik László Toroczkai e da altri dissidenti di Jobbik che hanno lasciato l'organizzazione dopo che la leadership del partito si è allontanata dalle originarie ideologie più radicali.

## Risultati elettorali
| Elezioni          | Voti    | %    | Seggi   | Posizione   |
| ----------------- | ------- | ---- | ------- | ----------- |
| Parlamentari 2022 | 613.517 | 6,15 | 6 / 199 | Opposizione |

### Elezioni Europee
| Elezioni     | Voti    | %    | Seggi  |
| ------------ | ------- | ---- | ------ |
| Europee 2019 | 114.156 | 3,29 | 0 / 21 |
| Europee 2024 | 306.404 | 6,71 | 1 / 21 |